# Милан Калабић (чиновник)
Милан Калабић (Мокра Гора, 1892—Београд, 1981) био је чиновник, учесник Првог светског рата и носилац Карађорђеве звезде са мачевима.
Рођен је 1892. године у Мокрој Гори, где се са родитељима бавио земљорадњом. На служење војног рока се одазвао 6. јануара 1914. године, који је због почетка Првог светског рата трајао до 14. децембра 1919. године, кад је демобилисан. Током рата је стекао чин каплара 2. чете 2. батаљона IV пешадијског пука. Учествовао је у свим борбама своје јединице, где се посебно истакао у највећим борбама Солунског фронта, Кајмакчалану и Сивој стени.
После рата добио је запослење у Осијеку, као железнички чиновник. Пред Други светски рат доселио се са породицом у Београд, наставио да ради исти посао, све до септембра 1946. године, када је отишао у пензију.
Умро је 1981. године у Београду.